# Prędkość rotacji
Prędkość rotacji (Vr) – prędkość, przy której, podczas startu, odrywa się przednie podwozie samolotu od ziemi.